# I Won’t Let the Sun Go Down on Me
I Won't Let the Sun Go Down on Me – utwór brytyjskiego wokalisty i gitarzysty, Nika Kershawa, pochodzący z wydanego w roku 1984 albumu Human Racing. Jest prawdopodobnie największym przebojem Kershawa. 16 września 1983 został wydany jako singel i zajął 47. miejsce w Wielkiej Brytanii. Stała się natomiast wielkim hitem w Skandynawii, Holandii i Szwajcarii. Natomiast już drugi singel, "Wouldn't It Be Good", wydany na początku 1984 roku, wspiął się do UK Top Five i zauważony został także m.in. w USA, Kanadzie, RPA, czy Australii. W czerwcu tego samego roku "I Won't Let the Sun Go Down on Me" został ponownie wydany jako singel i tym razem uplasował się na 2. miejscu brytyjskiego notowania. Dzięki temu przebojowi Kershaw stał się również najbardziej znany m.in. w Holandii i Kanadzie.
Utwór "I Won't Let the Sun Go Down on Me" został napisany w czasach, kiedy zimna wojna, głównie pomiędzy ZSRR i USA, była poważnym problemem. Teksty piosenki odzwierciedlają satyryczne poglądy polityczne i zagrożenia wojną z takich wersów, jak "old men in stripy trousers rule the world with plastic smiles" (pl. "starcy w pasiakach rządzą światem ze sztucznym uśmiechem") oraz "forefinger on the button is he blue or is he red?" (pl. "palec wskazujący na przycisku, czy jest niebieski, czy czerwony?").

## Lista utworów
- 7" single

1. "I Won't Let the Sun Go Down on Me"
2. "Dark Glasses"

- 12" single

1. "Won't Let the Sun Go Down on Me (Extended Remix By Simon Boswell)"
2. "Dark Glasses"

## Notowania
| Lista (1983-1984)                                | Pozycja |
| ------------------------------------------------ | ------- |
| Australia (ARIA Charts)                          | 17      |
| Holandia (Nederlandse Top 40)                    | 6       |
| Irlandia (IRMA)                                  | 4       |
| Kanada (RPM)                                     | 5       |
| Niemcy (Media Control Chart)                     | 12      |
| Norwegia (VG)                                    | 8       |
| Szwajcaria (Swiss Hitparade)                     | 6       |
| Szwecja (Sverigetopplistan)                      | 10      |
| Wieka Brytania (UK Singles Chart)                | 2       |
| Włochy (Federazione Industria Musicale Italiana) | 24      |